# مقاطعة روان (كارولاينا الشمالية)
مقاطعة روان (بالإنجليزية: Rowan County)‏ هي إحدى مقاطعات ولاية كارولاينا الشمالية في الولايات المتحدة الأمريكية. مركز المقاطعة أو مقعدها هي مدينة ساليسبري. تأسست هذه المقاطعة سنة 1753.أصل هذه المقاطعة يأتي من: مقاطعة أنسون.

## أعلام
- جوزيف بيرسون
- جون ويليس ايليس
- جيمس وايت